# Cymru Premier
Welsh Premier League (velšsky Uwch Gynghrair Cymru, oficiálním názvem dle sponzora Corbett Sports Welsh Premier League) je nejvyšší fotbalovou ligovou soutěží ve Walesu založenou v roce 1992. Účastní se jí profesionální i poloprofesionální kluby (některé velšské kluby působí v anglických ligových soutěžích). Nižšími fotbalovými soutěžemi jsou Welsh Football League Division One (jižní Wales) a Cymru Alliance (střední a severní Wales).
Do jejího zformování v roce 1992 existovaly ve Walesu různé regionální ligy (povětšinou s dobou vzniku po druhé světové válce).

## Mistři
- 1992/93:  Cwmbrân (1. titul)
- 1993/94  Bangor City (1)
- 1994/95  Bangor City (2)
- 1995/96  Barry Town (1)
- 1996/97  Barry Town (2)
- 1997/98  Barry Town (3)
- 1998/99  Barry Town (4)
- 1999/00  The New Saints (1)
- 2000/01  Barry Town (5)
- 2001/02  Barry Town (6)
- 2002/03  Barry Town (7)
- 2003/04  Rhyl (1)
- 2004/05  The New Saints (2)
- 2005/06  The New Saints (3)
- 2006/07  The New Saints (4)
- 2007/08  Llanelli (1)
- 2008/09  Rhyl (2)
- 2009/10  The New Saints (5)
- 2010/11  Bangor City (3)
- 2011/12  The New Saints (6)
- 2012/13  The New Saints (7)
- 2013/14  The New Saints (8)
- 2014/15  The New Saints (9)
- 2015/16  The New Saints (10)
- 2016/17  The New Saints (11)
- 2017/18  The New Saints (12)
- 2018/19  The New Saints (13)
- 2019/20  Connah's Q.N. (1)
- 2020/21  Connah's Q.N. (2)
- 2021/22  The New Saints (14)
- 2022/23  The New Saints (15)
- 2023/24  The New Saints (16)
- 2024/25  The New Saints (17)